# Gary Figueroa
Gary Lee Figueroa (* 28. September 1956 in Phoenix, Arizona) ist ein ehemaliger Wasserballspieler aus den Vereinigten Staaten. Er gewann 1984 die olympische Silbermedaille. 1979 und 1983 siegte er mit der Nationalmannschaft der Vereinigten Staaten bei den Panamerikanischen Spielen.

## Karriere
Der 1,83 m große Gary Figueroa besuchte die Sunny Hills High School und anschließend die University of California, Irvine. Im Verein spielte er bis 1986 für die Newport Athletic Foundation. 1977 und 1980 wurde Figueroa zum Most Valuable Player im Wasserball der Vereinigten Staaten gewählt. 1981 wurde er mit Newport Meister der Vereinigten Staaten.
Von 1978 bis 1984 spielte Figueroa in der Nationalmannschaft der Vereinigten Staaten. Bei der Weltmeisterschaft 1978 in West-Berlin belegte das US-Team den fünften Platz. Sein erster großer Erfolg war der Sieg bei den Panamerikanischen Spielen 1979 in San Juan vor den Mannschaften aus Kuba und Kanada. Die Olympischen Spiele 1980 verpasste Figueroa wegen des Olympiaboykotts.
1982 belegte er mit der US-Mannschaft den sechsten Platz bei der Weltmeisterschaft in Guayaquil. Im Jahr darauf siegte das US-Team bei den Panamerikanischen Spielen 1983 in Caracas, auf den Medaillenrängen folgten Kuba und Kanada. Bei den Olympischen Spielen 1984 in Los Angeles hatte seine Mannschaft eine Torbilanz von 32:17 in der Vorrunde und von 43:34 in der Hauptrunde. Das letzte Spiel gegen Jugoslawien endete mit 5:5, die Jugoslawen erhielten wegen der mehr erzielten Tore die Goldmedaille vor dem US-Team. Figueroa warf im Turnierverlauf acht Tore.
Gary Figueroa wurde später Trainer an der California State University, Monterey Bay.